# Lüdendorf
Lüdendorf ist ein bewohnter Gemeindeteil der Stadt Treuenbrietzen im Landkreis Potsdam-Mittelmark im Land Brandenburg.

## Geografische Lage
Lüdendorf liegt rund 6,3 km südlich der historischen Altstadt von Treuenbrietzen. Westlich liegt der Treuenbrietzener Ortsteil Dietersdorf, südwestlich der weitere Ortsteil Feldheim mit seinem Gemeindeteil Schwabeck sowie südlich mit Danna ein Ortsteil der Gemeinde Niedergörsdorf. Im Südosten liegt mit Lindow ein weiterer Ortsteil der Gemeinde, gefolgt von Frohnsdorf, wiederum ein Ortsteil von Treuenbrietzen. Die Wohnbebauung konzentriert sich um den historischen Ortskern; die umgebenden Flächen sind überwiegend bewaldet.

## Geschichte

### 14. bis 18. Jahrhundert
Im Jahr 1335 erschien ein Tyle de lud(er)stop in Treuenbrietzen; das Gassendorf wurde im Jahr 1466 als dorfstete czu Ludersdorff erstmals urkundlich erwähnt. Es gehörte vor(?) 1466 bis nach 1652 der Familie von Seelen, wurde 1466 allerdings bereits als wüste Dorfstätte bezeichnet. Dort entstand Ende des 16. Jahrhunderts eine Schäferei, die 1683 ebenfalls wüst gefallen war. Sie erschien als Die Marck liedensdorf, schefferey liedelsdorf in den Akten. Die Gemarkung war mittlerweile vor 1668 von der Familie von Bindauf übernommen worden, die sie bis 1729 hielten. In dieser Zeit wurde das Dorf als Alte Seele, wüste Schefferey bezeichnet (1683) – in Anlehnung an die letzten Besitzer Seele. Um 1728 entstand erneut(?) ein Vorwerk. Im Jahr 1729 ging das Dorf an die Familie von Kötteritz, die es bis 1751 hielten. Anschließend ging Lüdendorf an die aus Franken stammende und mit Amtsfunktionen in Potsdam ausgestattete Familie von Buchholtz, Gutsbesitzer in Rietz. In einer Akte wurde berichtet, dass im Jahr 1777 keine anderen als die nötigen Wohn- und Wirtschaftsgebäude vorhanden waren.

### 19. Jahrhundert
Die Familie von Buchholtz setzte sich in den Jahren 1802/1810 für eine Wiederbelebung der Ortschaft ein. Sie warben 14 Kossäten und sieben Häusler an, um Arbeitskräfte für das Vorwerk zu gewinnen. In dieser Zeit entstand auch eine Windmühle (1808). Lüdendorf entwickelte sich zu einem kleinen Dorf mit 24 Wohnhäusern (1834). Die Bezeichnung änderte sich im Jahr 1841 zu Lüdendorf oder alte Seele. Ein Jahr später kam es zu einem Rezess über die Umwandlung der Ackerflächen, die von den Kossäten in Lüdendorf bearbeitet wurden. Damit sollte der zuvor gezahlte Naturalfruchtzehnt in eine Geldrente umgewandelt werden. Im Jahr 1843 kam es zu einem weiteren Rezess zwischen dem Rittergutsbesitzer Rietz, dem Vorwerk und den Kossäten und Häuslern, mit dem Streitigkeiten um gegenseitige Hütungsdienstbarkeiten beigelegt werden sollten. Dorf und Kolonie bestanden im Jahr 1858 aus einem öffentlichen, 27 Wohn- und 68 Wirtschaftsgebäuden. Sie war in Summe 2982 Morgen (Mg) groß. Davon entfielen 1262 Mg auf Acker, 1100 Mg auf Weide, 600 Mg auf Wald und 20 Mg auf die Gehöfte. In den Jahren 1862 bis 1863 kam es zu einem Prozess des Rittergutsbesitzers von Buchholz gegen den Kossäten Christian Friedrich aus Lüdersdorf. Im Jahr 1872 bestanden Dorf, Kolonie und Gemeindebezirk mit dem Wohnplatz Gut sowie das Gutshaus mit dem Gutsbezirk. Bei einem weiteren Rezeß wurden Forstentschädigungsrenten behandelt, die sich aus dem Rittergut ergaben. 1879 war das Rittergut Lüdendorf nicht mehr kreistagsfähig, dem Besitzer stand somit kein Sitz im Kreistag zu, so die Nachweisung im erstmals publizierten General-Adressbuch der Rittergutsbesitzer der Provinz Brandenburg. Die Gesamtgröße betrug 564 ha, davon waren 203 ha Forsten. Des Weiteren gehörte eine Brennerei zum Gut.

### 20. Jahrhundert
Zur Jahrhundertwende gab es im 163 Hektar großen Dorf 33 Häuser sowie im 589 Hektar großen Gutsbezirk das Gutshaus. Bis mindestens 1901 gehörte das Gut der Familie des Hans von Buchholtz (1834–1901) und seiner Ehefrau Elisabeth Siecke, die aus Berlin stammte und 1912 in Leutzsch bei Leipzig starb. Die Nachfahren konnten Lüdendorf nicht mehr betreiben, der Sohn Günther von Buchholtz wurde Domänenpächter in Schlesien, der Sohn Erik von Buchholtz war Oberregierungsrat und Landeskulturwart i. R. im westfälischen Minden. Spätestens 1906/1907 war dann bereits der Staatsfiskus Eigentümer des in einem Forstgut umgewandelten Besitzes Lüdendorf, mit 589 ha, mit einem Anteil vom Rittergut Rietz, hinzu 79 ha, geworden. Betreut wurde das Gut durch den Kgl. Förster Redetzki, als Verwalter. Im Jahr 1928 wurden alle Teile südöstlich der Chaussee Treuenbrietzen-Wittenberg mit der Gemeinde Lüdendorf vereint. Die umfasste die Jagen 138 bis 185. Der verbleibende Rest in Form des Chausseekörpers der Chaussee Treuenbrietzen-Wittenberg sowie die Jagen 213 bis 219 kamen zur Gemeinde Rietz. Bis 1931 war Lüdendorf, mittlerweile Landgemeinde, auf 33 Wohnhäuser mit 35 Haushaltungen angewachsen. Nach dem Tod des Pfarrers und Schriftstellers Gotthilf Schnee kam es ab dem Jahr 1936 zu einer Zwangsversteigerung seines Grundstücks in Lüdendorf. Im Jahr 1939 gab es vier land- und forstwirtschaftliche Betriebe mit 20 bis 100 Hektar, 14 Betriebe zwischen 10 und 20 Hektar, sechs zwischen 5 und 10 Hektar sowie drei Betriebe zwischen 0,5 und 5 Hektar.
Nach dem Zweiten Weltkrieg erhielten sieben Einwohner insgesamt 11,09 Hektar (aus Lüdendorf?). Im Jahr 1958 gründete sich eine LPG vom Typ I mit 13 Mitgliedern und 57,98 Hektar landwirtschaftlicher Nutzfläche. Sie wuchs bis 1960 auf 49 Mitglieder und 227 Hektar Fläche an und ging 1973 in eine LPG Typ III über. Sie bestand im genannten Jahr neben der Revierförsterei Rietz-Lüdendorf. Ein Jahr später wurde Lüdendorf ein Ortsteil der Stadt Treuenbrietzen.

## Bevölkerungsentwicklung
| Jahr      | 1817 | 1837 | 1858 | 1871             | 1885       | 1895       | 1905      | 1925 | 1939 | 1946 | 1964 | 1971 |
| Einwohner | 91   | 128  | 145  | 131 und 16 (Gut) | 173 und 18 | 139 und 10 | 148 und 6 | 134  | 137  | 173  | 114  | 103  |

## Kultur und Sehenswürdigkeiten

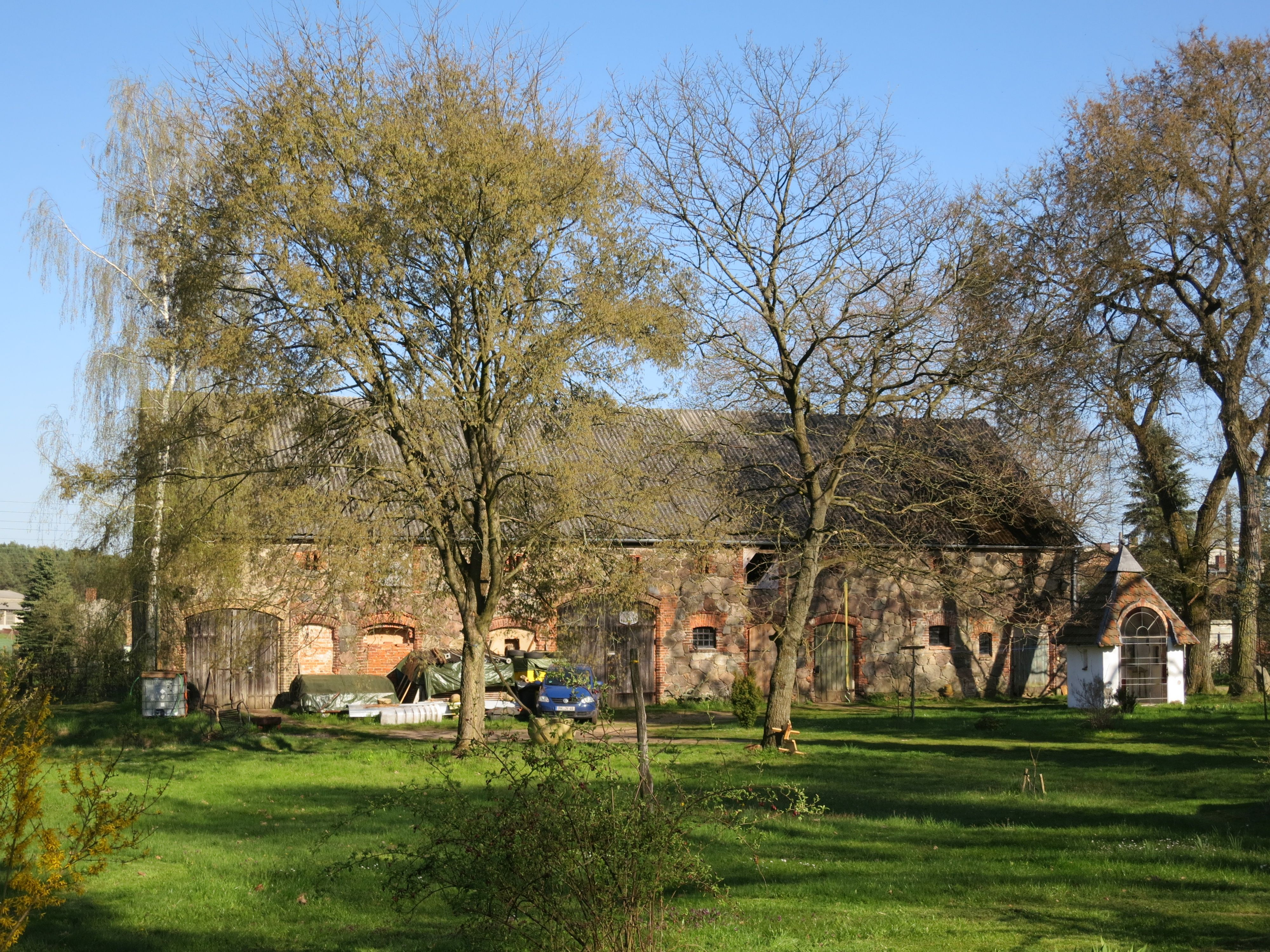
Stallgebäude in der Dorfstraße 35

- Das Stallgebäude in der Dorfstraße 35 steht unter Denkmalschutz.
- Das Gutshaus wurde vermutlich Anfang/Mitte des 18. Jahrhunderts errichtet. Es diente nach dem Zweiten Weltkrieg zunächst als Flüchtlingsunterkunft, später als Dorfkonsum. Das Haus gelangte 2008 in Privatbesitz, wurde saniert und wird seit dieser Zeit zu Wohnzwecken genutzt.
- Ein 34 km langer Wanderweg führt an zahlreichen Findlingen entlang.

## Wirtschaft und Verkehr
- Im Ort gibt es eine Tierpension, ein Bekleidungsgeschäft, einen Handel mit Kfz-Teilen sowie ein Gasthaus.
- Nach Nordosten besteht eine Verbindung zur Bundesstraße 102 sowie über Schwabeck eine Verbindung zur Bundesstraße 2. Die Buslinie 549 verbindet den Ort mit Treuenbrietzen und Pechüle.

## Persönlichkeiten
- Margarete von Bucholtz (1862–1947),[11] Schriftstellerin, geboren in Lüdendorf[12][13][14]